# 克魯蒂 (日托米爾區)
50°8′12″N 28°19′53″E / 50.13667°N 28.33139°E
克魯蒂（烏克蘭語：Крути）是位於烏克蘭北部日托米爾州裏日托米爾區的村莊，處於格利博喬克河畔，面積0.567平方公里，海拔高度226米，2001年人口121人。